# Making a Murderer
Making a murderer (en español, «Fabricando un asesino») es una serie documental estadounidense, estrenada vía streaming por Netflix el 18 de diciembre de 2015. El documental de diez episodios, escrito y dirigido por Laura Ricciardi y Moira Demos, explora la historia de Steven Avery, un hombre del Condado de Manitowoc de Wisconsin que pasó 18 años en prisión por la agresión sexual e intento de homicidio de Penny Beerntsen, y que fue exonerado en 2003. En 2005, fue detenido por tener relación con el asesinato de Teresa Halbach, una fotógrafa local, y condenado en 2007. La serie también cubre la detención, enjuiciamiento y condena del sobrino de Avery, Brendan Dassey, quien también fue acusado del asesinato.
La serie fue filmada en el transcurso de diez años, con sus creadoras moviéndose entre Nueva York y Wisconsin durante el rodaje. Para promover la serie, Netflix liberó el primer episodio simultáneamente en YouTube y en Netflix, lo que no había hecho para ninguna otra producción original.
El nivel de la serie fue comparado con producciones de HBO, como The Jinx y el podcasting Serial. Making a Murderer  ha generado controversia, tanto en el Condado de Manitowoc, donde el documental tiene lugar, como en el resto del país. Una petición a la Casa Blanca para perdonar a Avery obtuvo más de 500 000 firmas. En respuesta, el presidente Barack Obama declaró que no tenía autoridad para actuar en un caso de estado.

## Contenido
Making a murderer detalla la vida de Steven Avery, un hombre de Wisconsin cuya familia poseía un depósito de chatarra de automóviles en el condado de Manitowoc. En 1985, Avery fue detenido y condenado por la agresión sexual e intento de homicidio de Penny Beerntsen, a pesar de tener una coartada. Después de pasar 18 años de prisión, Avery fue exonerado con la ayuda del Proyecto Inocencia, cuando el ADN en el caso se emparejó con otro hombre culpable de crímenes en la zona. Después que Avery fue liberado de prisión en 2003, presentó una demanda civil de $36 millones de dólares en contra el condado de Manitowoc y a varios funcionarios del condado asociados con su primera detención. Poco después de la presentación de la demanda, fue detenido por tener relación con el asesinato de Teresa Halbach, una fotógrafa local que fue vista en la propiedad de la familia Avery fotografiando una furgoneta para la venta.
La serie explora temas y procedimientos en la oficina del sheriff del Condado de Manitowoc de Wisconsin, que llevaron a la condena original de Avery. Se sugiere que los funcionarios del condado tenían conflicto de intereses en la participación de la investigación del asesinato de Halbach. Brendan Dassey, sobrino de Avery, también fue acusado y condenado como cómplice en el asesinato. La serie también describe su juicio.

### En otros medios
La historia del crimen inicial para el que fue acusado y encarcelado Avery se presentó el 26 de marzo de 2013, en una edición del programa radial Radiolab, titulado "¿Está seguro?" en el segmento de "Duda Razonable". Se contó con una entrevista concedida con la víctima, Penny Beerntsen.

## Personas presentadas

### Familia Avery
- Steven Avery – El acusado, condenado por el asesinato de Halbach
- Allan Avery – padre de Steven Avery
- Dolores Avery – madre de Steven Avery
- Chuck Avery – hermano de Steven Avery
- Brendan Dassey – El acusado, sobrino de Avery, condenado por ayudar a Avery en el asesinato de Halbach
- Bobby Dassey – hermano de Brendan Dassey
- Barb Dassey – hermana de Steven Avery, madre de Brendan y Bobby Dassey
- Scott Tadych – esposo de Barb Dassey (después de los juicios), el padrastro de sus hijos
- Kayla Avery – prima de Brendan
- Kim Ducat – prima de Steven

### Víctimas
- Steven Avery - Injustamente condenado por agresión sexual e intento de homicidio, para lo cual ejerció una condena de 18 años
- Penny Beerntsen - Víctima de agresión sexual e intento de homicidio
- Teresa Halbach - Víctima de asesinato en 2005

### Abogados defensores
- Dean Strang – abogado de Steven Avery
- Jerome Buting – abogado de Steven Avery
- Len Kachinsky – primer abogado designado de Brendan Dassey
- Mark Fremgen – abogado designado de Brendan Dassey (segundo abogado)
- Ray Edelstein – Brendan Dassey, abogado designado (segundo abogado)
- Steven Drizin –  abogado después de la condena de Brendan Dassey
- Robert Dvorak –  abogado después de la condena de Brendan Dassey
- Laura Nirider –  abogado después de la condena de Brendan Dassey

### Fiscal y jueces
- Denis Vogel - Fiscal del Condado de Manitowoc, procesó caso de agresión sexual de Avery 1985
- Ken Kratz - Fiscal especial, fiscal de distrito del Condado de Calumet, Wisconsin, procesó caso de asesinato Halbach
- Patrick Willis - Juez de Primera Instancia del Condado de Manitowoc, presidió el juicio de Steven Avery
- Norm Gahn - Fiscal especial, asistente del fiscal del Condado de Milwaukee
- Jerome Fox - Juez de la corte de circuito del Condado de Manitowoc, presidió el juicio de Brendan Dassey

### Fuerzas del orden público
- Tom Kocourek – Sheriff del Condado de Manitowoc (1979–2001)
- Kenneth Petersen – Sheriff del Condado de Manitowoc (2001–07)
- Gene Kusche – Jefe del Condado de Manitowoc ayudante del sheriff en el momento del juicio de Avery en 1985
- James Lenk –Teniente, Departamento del Sheriff del Condado de Manitowoc
- Andrew Colborn – Sargento, Departamento del Sheriff del Condado de Manitowoc
- Judy Dvorak – Diputado, Departamento del Sheriff del Condado de Manitowoc
- Tom Fassbender – Investigador de la División de Investigación Criminal de Wisconsin, investigador principal en el juicio por asesinato Halbach
- Mark Wiegert – Sargento, Departamento del Sheriff del Condado de Calumet

## Producción
La serie fue escrita y dirigida por las realizadoras Laura Ricciardi y Moira Demos. Se conocieron como estudiantes graduadas en el programa de cine de la Universidad de Columbia. Ambas se enteraron sobre Avery después de leer un artículo de 2005 en The New York Times acerca de su exoneración en 2003 y arresto por asesinato en 2005, y pensaron que su caso podría ser un tema interesante para un documental.
Antes de reunirse con Netflix, Demos y Riccardi se reunieron con ejecutivos de PBS y HBO, pero ninguna de las cadenas estaban interesadas en el proyecto. Netflix planeó originalmente una primera temporada de ocho episodios, pero más tarde la amplió a diez.
La secuencia de gráficos mostradas en el título principal fue elaborada por el estudio de diseño Elastic de Santa Mónica.

## Episodios
| N.º     | Título                                        | Duración (minutos) | Fecha de transmisión    |
| ------- | --------------------------------------------- | ------------------ | ----------------------- |
| P1: E1  | «Dieciocho Años Perdidos»                     | 64                 | 18 de diciembre de 2015 |
| P1: E2  | «Cambio de Papeles»                           | 57                 | 18 de diciembre de 2015 |
| P1: E3  | «Acusado en Apuros»                           | 63                 | 18 de diciembre de 2015 |
| P1: E4  | «Indefendible»                                | 66                 | 18 de diciembre de 2015 |
| P1: E5  | «La Última Persona que Vio a Teresa con Vida» | 59                 | 18 de diciembre de 2015 |
| P1: E6  | «Evaluación de las Pruebas»                   | 59                 | 18 de diciembre de 2015 |
| P1: E7  | «Incriminacion de la Defensa»                 | 63                 | 18 de diciembre de 2015 |
| P1: E8  | «La Gran Responsabilidad»                     | 47                 | 18 de diciembre de 2015 |
| P1: E9  | «Falta de Humildad»                           | 66                 | 18 de diciembre de 2015 |
| P1: E10 | «Lucha por la Supervivencia»                  | 63                 | 18 de diciembre de 2015 |
| P2: E1  | «Número 18»                                   | 57                 | 19 de octubre de 2018   |
| P2: E2  | «Nada Más que Palabras»                       | 67                 | 19 de octubre de 2018   |
| P2: E3  | «Un Milagro Legal»                            | 65                 | 19 de octubre de 2018   |
| P2: E4  | «Bienvenida a Wisconsin»                      | 57                 | 19 de octubre de 2018   |
| P2: E5  | «Qué + Por qué = Quién»                       | 64                 | 19 de octubre de 2018   |
| P2: E6  | «Las Cosas Llevan Tiempo»                     | 64                 | 19 de octubre de 2018   |
| P2: E7  | «La Prueba FL»                                | 59                 | 19 de octubre de 2018   |
| P2: E8  | «Especial Atención»                           | 60                 | 19 de octubre de 2018   |
| P2: E9  | «Viernes por la noche»                        | 63                 | 19 de octubre de 2018   |
| P2: E10 | «Desconfianza»                                | 77                 | 19 de octubre de 2018   |